# Diaphanes pallidus
Diaphanes pallidus is een keversoort uit de familie glimwormen (Lampyridae). De wetenschappelijke naam van de soort is voor het eerst geldig gepubliceerd in 1938 door Pic.